# ویلیام لانگسپی، سومین ارل سالزبری
ویلیام لانگسپی، سومین ارل سالزبری (انگلیسی: William Longespée, 3rd Earl of Salisbury; ح. 1167 – 7 march ۱۲۲۶ (۵۸−۵۹ سال)) پرسنل نظامی اهل پادشاهی انگلستان بود.